# Younes Ali
Younes Ali (en persa: یونس‌علی رحمتی‎; Doha, Catar, 3 de enero de 1983) es un exfutbolista y entrenador de fútbol de Catar que jugaba en la posición de centrocampista. Actualmente está sin club.

## Carrera

### Club
| Periodo   | Club         | Apariciones | Goles |
| --------- | ------------ | ----------- | ----- |
| 2000–2007 | Al-Ahli Doha | 118         | 5     |
| 2007–2013 | Al-Rayyan SC | 118         | 4     |
| 2013–2014 | Umm-Salal SC | 6           | 0     |
| 2014–2017 | Al-Ahli Doha | 61          | 1     |

### Selección nacional
Jugó para Qatar en 29 ocasiones de 2003 a 2013 y anotó un gol, participó en la Copa Asiática 2007 y en los Juegos Asiáticos de 2006.

## Logros

### Jugador
- Copa del Emir de Catar (1): 2013
- Copa Príncipe de la Corona de Catar (2): 2012
- Copa del Jeque Jassem (1): 2012, 2013

### Selección nacional
- Juegos Asiáticos (1): 2006

### Entrenador
- Copa de Qatar (1): 2021-22